# Winston-Salem Open 2024
Winston-Salem Open 2024 a fost un turneu de tenis care s-a jucat pe terenuri cu suprafață dură, în aer liber. A fost cea de-a 55-a ediție a Winston-Salem Open și a făcut parte din seria ATP 250 din circuitul ATP 2024. A avut loc la Wake Forest University din Winston-Salem, Carolina de Nord, Statele Unite, în perioada 18–24 august.

## Campioni

### Simplu
Pentru mai multe informații consultați Winston-Salem Open 2024 – Simplu

### Dublu
Pentru mai multe informații consultați Winston-Salem Open 2024 – Dublu

## Puncte și premii în bani

### Distribuția punctelor
| Probă  | Câștigător | Finalist | Semifinalist | Sfertfinalist | Runda 3 | Runda 2 | Runda 1 | Q   | Q2  | Q1  |
| Simplu | 250        | 165      | 100          | 50            | 25      | 13      | 0       | 8   | 4   | 0   |
| Dublu  | 250        | 150      | 90           | 45            | 0       | 0       | 0       | N/A | N/A | N/A |

### Premii în bani
| Probă  | Câștigător | Finalist | Semifinalist | Sfertfinalist | Runda 3  | Runda 2 | Runda 1 | Q2      | Q1      |
| Simplu | 107.060 $  | 61.435 $ | 35.280 $     | 20.375 $      | 11.640 $ | 6.840 $ | 4.160 $ | 2.205 $ | 1.215 $ |
| Dublu* | 42.120 $   | 22.050 $ | 12.470 $     | 7.220 $       | 4.260 $  | N/A     | N/A     | N/A     | N/A     |

*per echipă